# 瓦莱丽·特里尔韦勒
瓦莱丽·特里尔韦勒（法语：Valérie Trierweiler ，1965年2月16日—），前任法國總統弗朗索瓦·奥朗德前任伴侶，《巴黎競賽画报》記者。

## 简介

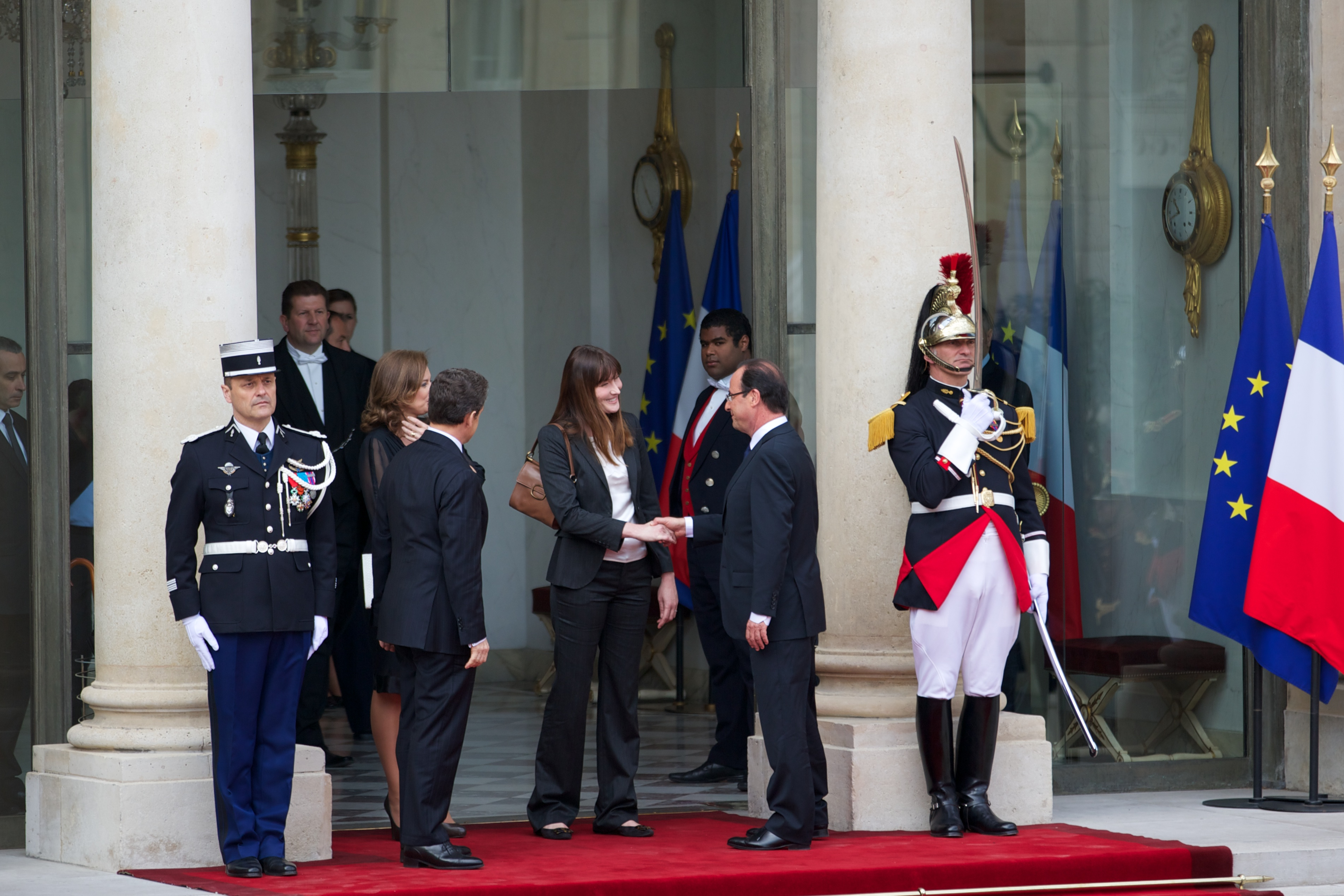
2012年5月15日，巴黎爱丽舍宫，法国总统职位交接仪式。

瓦莱丽·特里尔韦勒1965年出生于法国西北部曼恩河畔的历史文化中心城市昂热，原名Valérie Massonneau，是六手足里的第五个孩子。
瓦莱丽学习于巴黎第一大学，专业是历史和政治学，后就职于法國政治新闻杂志《巴黎競賽》记者团，同时也主持一些政治类的谈话节目。成为法国第一伴侣之后，依旧低调保持工作。

## 个人生活

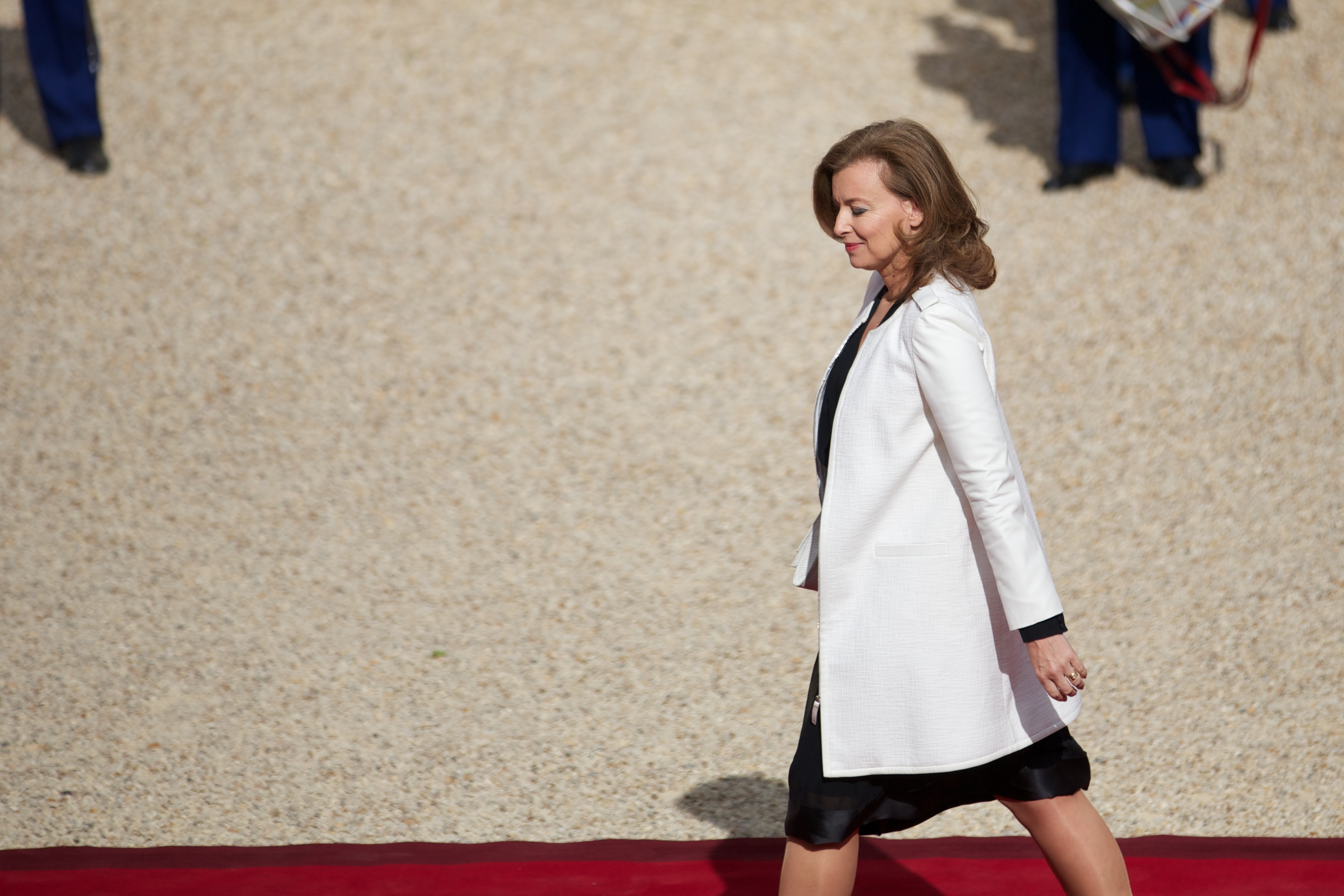
瓦莱丽·特里耶维勒

前任法国总统奥朗德

- 第一任丈夫：Franck ，青梅竹马，无子女，后离婚。

- 第二任丈夫：Denis Trierweiler，Denis是《巴黎竞赛》的副主编和学者，育有3名子女；2007年双方协议离婚，2010年10月正式离婚。

- 前任伴侣：弗朗索瓦·奥朗德（François Hollande），瓦莱丽与奥朗德最初相识于1988年的一场政坛活动。2006年，两人开始恋爱关系。2012年奥朗德成为法国总统，瓦莱丽即成为法国第一夫人，不过由于奥朗德至今未婚，所以瓦莱丽的准确称呼是“第一伴侣”。2014年分手。

## 荣誉

### 外国勋章奖章
- 宝冠大绶章（日本，2013年5月31日公布[1]）